# Die Mitte-Fraktion der Bundesversammlung
Die Mitte-Fraktion der Bundesversammlung ist der Zusammenschluss der Mitglieder der Bundesversammlung, die als Vertreter der Partei Die Mitte gewählt wurden. Diese können zusammen mit Angehörigen weiterer Parteien eine Fraktion bilden (Art. 61 Abs. 2 ParlG). Die Vertreter der Evangelischen Volkspartei (EVP) sind mit denjenigen der Mitte in einer Fraktion verbunden (Abkürzung in offiziellen Publikationen des Parlaments: M-E).

## Bildung der Fraktion
Vorgänger der Mitte-Fraktion war die Fraktion der Christlichdemokratischen Volkspartei (CVP), die ihrerseits 1970 aus der Konservativ-christlichsozialen Fraktion hervorgegangen war (bis 1957 Katholisch-konservative Fraktion). Zu Beginn der Legislaturperiode 2019–2023 änderte die Fraktion ihren Namen in Mitte-Fraktion. Zusätzlich zu den Abgeordneten der EVP, die seit den Wahlen 2007 mit der CVP-Fraktion verbunden waren, schlossen sich auch die drei gewählten Nationalräte der Bürgerlich-Demokratischen Partei (BDP) der Fraktion an, nachdem die BDP die für die Bildung einer eigenen Fraktion notwendige Anzahl von fünf Abgeordneten in einem der beiden Räte in den Wahlen 2019 nicht mehr erreicht hatte.
Nach dieser Fusion im Parlament schlossen sich auch die Parteien CVP und BDP per 15. Januar 2021 zur Partei Die Mitte zusammen.

## Aufgaben der Fraktion
Die Mitte-Fraktion ist ein Organ der Bundesversammlung, das die Aufgabe hat, die parlamentarischen Beratungsgegenstände vorzuberaten. Sie hat das Recht, parlamentarische Initiativen, Vorstösse, Anträge und Wahlvorschläge einzureichen (Art. 62 Abs. 1 und 2 ParlG). Sie ist in den parlamentarischen Kommissionen gemäss ihrer Stärke im jeweiligen Rat vertreten (Art. 43 Abs. 3 ParlG).
Die Fraktion «verficht die Anliegen der Partei in den eidgenössischen Räten in eigener Verantwortung». Sie erstattet der Partei «in Bezug auf die Realisierung des Programmes von Die Mitte jährlich Bericht». «Fraktionsvorstand und Parteipräsidium pflegen vor jeder Session der eidgenössischen Räte in gemeinsamer Sitzung eine freie Aussprache über aktuelle politische Fragen» (Art. 32 der Parteistatuten). Organe der Mitte-Partei dürfen aber aufgrund des Instruktionsverbotes der Bundesverfassung der Fraktion oder ihren einzelnen Mitgliedern keine Weisungen erteilen (Art. 161 BV).

## Zusammensetzung der Fraktion
| Legislatur | Jahre     | Mitglieder | Ständerat | Nationalrat     | Stimmenanteil NR                         |
| 52.        | 2023–2027 | 46         | 15 Mitte  | 29 Mitte, 2 EVP | 14,1 % (Mitte) + 2,0 % (EVP)             |
| 51.        | 2019–2023 | 44         | 13 Mitte  | 28 Mitte, 3 EVP | 11,4 % (CVP) + 2,5 % (BDP) + 2,1 % (EVP) |

(2019 bis Ende 2020: Mitte=CVP, im Nationalrat 25 CVP, 3 BDP, 3 EVP)

## Fraktionspräsidium
- 2020–2021: Ständerätin Andrea Gmür-Schönenberger
- Seit 2021: Nationalrat Philipp Matthias Bregy

Der Fraktionspräsident und der Präsident der Mitte-Gruppe im Ständerat (Pirmin Bischof) sind Mitglieder des Parteipräsidiums der Mitte.